# Клевакин, Евгений Поликарпович
Евге́ний Поликарпович Клевакин (1 (13) марта 1841 — после 21 февраля 1919) — русский писатель и алтайский краевед, общественный деятель. Надворный советник в отставке.

## Биография
Окончил Гороблагодатское горное училище в Кушве, в то время Пермской губернии. Был смотрителем Томской тюрьмы (1884). В 1907—1908 Возглавлял Совет Барнаульского отделения «Союза русского народа».
В 1891 вошёл во вновь образованное «Общество любителей исследования Алтая» и принимал активное участие в его работе.
С 1893 активно участвовал в работе Барнаульского пожарного общества, до конца жизни оставался почетным начальником добровольной пожарной команды этого общества. Публиковался в «Пожарном журнале».
Автор пьес «Спаситель от Бога» и «Воины мира» (обе — 1884).
Воспоминания и дневники Е. П. Клевакина были опубликованы в 2017 году.

## Публикации
- Клевакин Е. Барнаульские письма. 1891—1894 гг. // Алтай. 1996. № 1-2. С. 177—184
- Записки Е. П. Клевакина о тюрьме (по материалам личного фонда) (1884—1885, 1901—1917). Барнаул, 2012
- Клевакин Е. П. Записки провинциального чиновника второй половины XIX века : воспоминания и рассказы о жизни и службе на Урале и Алтае. В 2-х т.: сб. док. / [вступ. ст., сост., подгот. текстов, коммент.: к. и. н. П. А. Афанасьев]. — Барнаул : АлтГПУ, 2017.
- Клевакин Е. П. Дневники (1864—1886 гг.) : сборник документов / вступительная статья, составление, общая редакция, подготовка текстов, комментарии: П. А. Афанасьев; подготовка текста, комментарии: А. А. Калашников ; Министерство науки и высшего образования Российской Федерации, Алтайский государственный педагогический университет. — Барнаул : АлтГПУ, 2019. — 509, [2] с.